# Musashi Chūō Denki Tetsudō
| Aufnahme von ca. 1930 |                   |                                   |                                   |
| Streckenlänge: | 8,4 km            |                                   |                                   |
| Spurweite: | 1067 mm (Kapspur) |                                   |                                   |
| Stromsystem: | 600 V =           |                                   |                                   |
| |                   |                                   |                                   |
| \| \| \| ↑ Keiō-Linie \| 1925– \| \| \| 0,0 \| Higashi-Hachiōji (京王八王子) \| Higashi-Hachiōji (京王八王子) \| \| \| 0,1 \| Keiō-ekimae (京王駅前) \| Keiō-ekimae (京王駅前) \| \| \| 0,2 \| Shinmachi (新町) \| Shinmachi (新町) \| \| \| 0,4 0,0* \| Yokoyama-machi (横山町) \| Yokoyama-machi (横山町) \| \| \| 0,4* \| Hachiōji-ekimae (八王子駅前) \| Hachiōji-ekimae (八王子駅前) \| \| \| \| Yūbinkyoku-mae (郵便局前) \| \| \| \| \| Yokamachi-itchōme (八日町一丁目) \| \| \| \| \| Yokamachi-sanchōme (八日町三丁目) \| \| \| \| \| Daiyoko-chō (大横町) \| \| \| \| \| Denki-tatemae (電気館前) \| \| \| \| \| Yahatachō (八幡町) \| \| \| \| \| Yagi-machi (新町) \| \| \| \| 2,2 \| Oiwake (追分) \| Oiwake (追分) \| \| \| \| Sen’nin-chō (千人町) \| \| \| \| \| Jizōdō (地蔵堂) \| \| \| \| 3,8 \| Yokoyama-shakomae (横山車庫前) \| Yokoyama-shakomae (横山車庫前) \| \| \| \| ↔ Goryō-Linie \| 1931–1945 \| \| \| 4,0 \| Yokoyama-ekimae (横山駅前) \| Yokoyama-ekimae (横山駅前) \| \| \| \| Asakawa-shinchi (浅川新地) \| \| \| \| \| Goryō-mae (御陵前) \| \| \| \| \| Asakawahara (浅川原) \| \| \| \| 6,2 \| Asakawa-ekimae (浅川駅前) \| Asakawa-ekimae (浅川駅前) \| \| \| \| Kawaharajuku (川原宿) \| \| \| \| \| ← Chūō-Hauptlinie \| 1901– \| \| \| \| Konaji (小名路) \| \| \| \| \| Ochiai (落合) \| \| \| \| 8,0 \| Takaobashi (高尾橋) \| Takaobashi (高尾橋) \| \| \| \| Kyotaki (清滝) \| \| \| \| \| ↓ Takao Tozan Dentetsu \| 1927– \| |                   |                                   |                                   |
| Kopfbahnhof Streckenende |                   | ↑ Keiō-Linie                      | 1925–                             |
| U-Bahn-Kopfbahnhof Streckenanfang (Strecke außer Betrieb) | 0,0               | Higashi-Hachiōji (京王八王子)     | Higashi-Hachiōji (京王八王子)     |
| U-Bahn-Haltepunkt / Haltestelle (Strecke außer Betrieb) | 0,1               | Keiō-ekimae (京王駅前)            | Keiō-ekimae (京王駅前)            |
| U-Bahn-Haltepunkt / Haltestelle (Strecke außer Betrieb) | 0,2               | Shinmachi (新町)                  | Shinmachi (新町)                  |
| ehemaliger U-Bahn-Turmbahnhof Strecke bis hier außer Betrieb und quer (Strecke geradeaus außer Betrieb) · U-Bahn-Kopfbahnhof Streckenende und quer (Strecke außer Betrieb) | 0,4 0,0*          | Yokoyama-machi (横山町)           | Yokoyama-machi (横山町)           |
| U-Bahn-Strecke (außer Betrieb) | 0,4*              | Hachiōji-ekimae (八王子駅前)      | Hachiōji-ekimae (八王子駅前)      |
| U-Bahn-Haltepunkt / Haltestelle (Strecke außer Betrieb) |                   | Yūbinkyoku-mae (郵便局前)         | Yūbinkyoku-mae (郵便局前)         |
| U-Bahn-Haltepunkt / Haltestelle (Strecke außer Betrieb) |                   | Yokamachi-itchōme (八日町一丁目)  | Yokamachi-itchōme (八日町一丁目)  |
| U-Bahn-Haltepunkt / Haltestelle (Strecke außer Betrieb) |                   | Yokamachi-sanchōme (八日町三丁目) | Yokamachi-sanchōme (八日町三丁目) |
| U-Bahn-Haltepunkt / Haltestelle (Strecke außer Betrieb) |                   | Daiyoko-chō (大横町)              | Daiyoko-chō (大横町)              |
| U-Bahn-Haltepunkt / Haltestelle (Strecke außer Betrieb) |                   | Denki-tatemae (電気館前)          | Denki-tatemae (電気館前)          |
| U-Bahn-Haltepunkt / Haltestelle (Strecke außer Betrieb) |                   | Yahatachō (八幡町)                | Yahatachō (八幡町)                |
| U-Bahn-Haltepunkt / Haltestelle (Strecke außer Betrieb) |                   | Yagi-machi (新町)                 | Yagi-machi (新町)                 |
| U-Bahn-Haltepunkt / Haltestelle (Strecke außer Betrieb) | 2,2               | Oiwake (追分)                     | Oiwake (追分)                     |
| U-Bahn-Haltepunkt / Haltestelle (Strecke außer Betrieb) |                   | Sen’nin-chō (千人町)              | Sen’nin-chō (千人町)              |
| U-Bahn-Haltepunkt / Haltestelle (Strecke außer Betrieb) |                   | Jizōdō (地蔵堂)                   | Jizōdō (地蔵堂)                   |
| U-Bahn-Haltepunkt / Haltestelle (Strecke außer Betrieb) | 3,8               | Yokoyama-shakomae (横山車庫前)    | Yokoyama-shakomae (横山車庫前)    |
| U-Bahn-Kreuzung mit Eisenbahn geradeaus unten (Strecken außer Betrieb) · Haltepunkt / Haltestelle quer (Strecke außer Betrieb) |                   | ↔ Goryō-Linie                     | 1931–1945                         |
| U-Bahn-Haltepunkt / Haltestelle (Strecke außer Betrieb) | 4,0               | Yokoyama-ekimae (横山駅前)        | Yokoyama-ekimae (横山駅前)        |
| U-Bahn-Haltepunkt / Haltestelle (Strecke außer Betrieb) |                   | Asakawa-shinchi (浅川新地)        | Asakawa-shinchi (浅川新地)        |
| U-Bahn-Haltepunkt / Haltestelle (Strecke außer Betrieb) · Strecke von halblinks |                   | Goryō-mae (御陵前)                | Goryō-mae (御陵前)                |
| U-Bahn-Haltepunkt / Haltestelle (Strecke außer Betrieb) · Strecke |                   | Asakawahara (浅川原)              | Asakawahara (浅川原)              |
| U-Bahn-Haltepunkt / Haltestelle (Strecke außer Betrieb) · Bahnhof | 6,2               | Asakawa-ekimae (浅川駅前)         | Asakawa-ekimae (浅川駅前)         |
| U-Bahn-Haltepunkt / Haltestelle (Strecke außer Betrieb) · Strecke |                   | Kawaharajuku (川原宿)             | Kawaharajuku (川原宿)             |
| U-Bahn-Kreuzung mit Eisenbahn (Strecke geradeaus außer Betrieb) · Strecke nach rechts |                   | ← Chūō-Hauptlinie                 | 1901–                             |
| U-Bahn-Haltepunkt / Haltestelle (Strecke außer Betrieb) |                   | Konaji (小名路)                   | Konaji (小名路)                   |
| U-Bahn-Haltepunkt / Haltestelle (Strecke außer Betrieb) |                   | Ochiai (落合)                     | Ochiai (落合)                     |
| U-Bahn-Kopfbahnhof Streckenende (Strecke außer Betrieb) | 8,0               | Takaobashi (高尾橋)               | Takaobashi (高尾橋)               |
| Kopfbahnhof Streckenanfang |                   | Kyotaki (清滝)                    | Kyotaki (清滝)                    |
| Strecke |                   | ↓ Takao Tozan Dentetsu            | 1927–                             |

Die Musashi Chūō Denki Tetsudō (jap. 武蔵中央電気鉄道, auf Deutsch etwa „Elektrische Eisenbahn Zentral-Musashi“) war eine japanische Eisenbahngesellschaft, die in der Stadt Hachiōji (Präfektur Tokio) eine Straßenbahnlinie betrieb. Die im Jahr 1929 eröffnete Strecke von 8,4 km Länge wurde 1938 von der Keiō Denki Tetsudō (heute Keiō Dentetsu) übernommen und bereits 1939 stillgelegt.

## Beschreibung
Das Streckennetz der Musashi Chūō Denki Tetsudō bestand einerseits aus einer 8,0 km langen Hauptstrecke entlang dem Kōshū Kaidō (heutige Nationalstraße 20). Sie führte vom Bahnhof Higashi-Hachiōji (heute Keiō-Hachiōji) nach Takaobashi, wo Anschluss an die Standseilbahn der Takao Tozan Dentetsu auf den Berg Takao bestand. Hinzu kam eine rund 400 m lange Zweigstrecke von der Haltestelle Yokoyama-machi zum Bahnhof Hachiōji der Staatseisenbahn. Beide Strecken waren eingleisig, hatten eine Spurweite von 1067 mm (Kapspur) und waren mit 600 V Gleichspannung elektrifiziert. Den Strom lieferte eine von English Electric erbaute Umrichteranlage.

## Geschichte

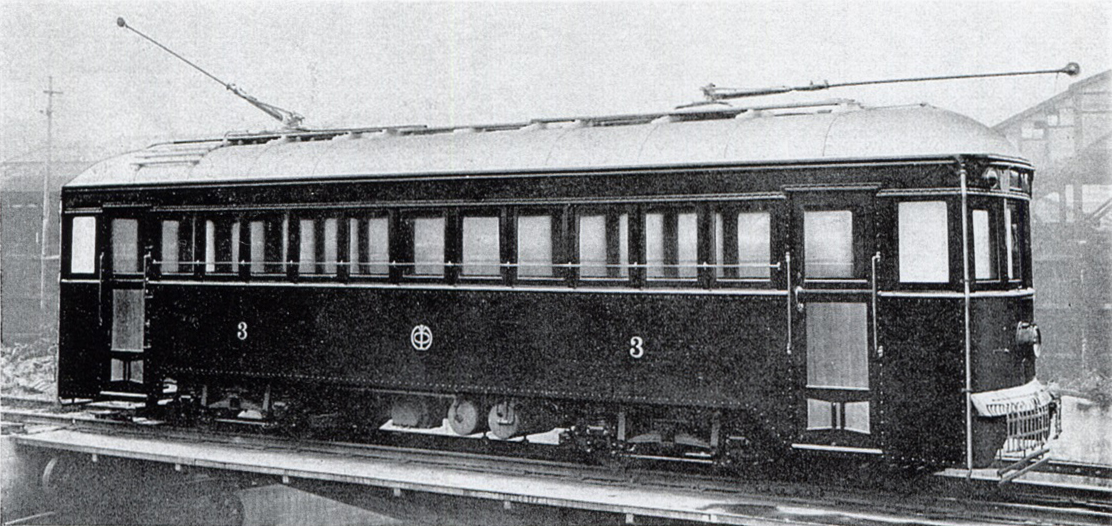
Triebwagen Nr. 3

Am 31. Januar 1922 erhielt das Unternehmen Takaosan Denki Kidō (高尾山電気軌道) die Konzession für den Bau einer Straßenbahn vom Bahnhof Asakawa (heute Bahnhof Takao) nach Takaobashi, wo sie einen Anschluss an die ebenfalls geplante Standseilbahn auf den Berg Takao herstellen sollte. Drei Jahre später, am 25. September 1925, erhielt sie eine zusätzliche Konzession für eine Verlängerung ins Zentrum der Stadt Hachiōji hinein. Das Unternehmen benannte sich 1926 in Hachiōji Denki Tetsudō (八王子電気鉄道) um und plante 1927 sogar den Bau einer 40 km langen Überlandstraßenbahn bis nach Ōmiya. Dieses ehrgeizige Projekt erforderte eine Kapitalerhöhung. Aus diesem Grund wurde am 3. April 1929 die Musashi Chūō Denki Tetsudō gegründet, welche die erteilten Konzessionen übernahm.
Der erste Streckenabschnitt von Oiwake zum Bahnhof Asakawa ging am 23. November 1929 in Betrieb, gefolgt vom Abschnitt zwischen Oiwake und der temporären Haltestelle Keiō-ekimae genau einen Monat später. Am 29. März 1930 kam der Abschnitt Asakawa–Takaobashi hinzu, am 3. Oktober desselben Jahres die kurze Verlängerung zum neuen Bahnhof Higashi-Hachiōji (heute Keiō-Hachiōji). Den Abschluss machte im April 1932 die kurze Zweigstrecke zum Bahnhof Hachiōji. Die Weltwirtschaftskrise stürzte das Unternehmen in finanzielle Schwierigkeiten und machte den Weiterbau nach Ōmiya unmöglich.
Am 1. Juni 1938 verkauften die Aktionäre ihre Anteile an die Bahngesellschaft Keiō Denki Tetsudō (heute Keiō Dentetsu). Um eine Konkurrenzsituation mit ihren eigenen Strecken (insbesondere der Goryō-Linie) zu vermeiden, legte sie am selben Tag den Streckenabschnitt vom Bahnhof Higashi-Hachiōji über Yokoyama-machi zum Bahnhof Hachiōji still. Da die Elektrifizierung der weitgehend parallel verlaufenden Chūō-Hauptlinie viele Fahrgäste abzog, erfolgte am 30. Juni 1939 die Stilllegung der restlichen Strecke und ihr Ersatz durch Buslinien.

## Fahrzeuge
Nippon Sharyō Seizō lieferte für den Straßenbahnbetrieb elf aus Stahl gefertigte Triebwagen der Baureihe 1. Sie waren zweiachsig und hatten eine Länge von 11,125 m sowie eine Höhe von 3,560 m. Aufgrund der geringen Straßenbreite vor dem Bahnhof Hachiōji waren sie mit 2,118 m sehr schmal. Eine weitere Besonderheit war der für die damalige Zeit ungewöhnliche Niederflureinstieg. Die Wagen boten Platz für 84 Fahrgäste (darunter 32 Sitzplätze) und waren mit Stangenstromabnehmern ausgestattet. Nach der Stilllegung der Strecke wurden sie an mehrere Betriebe verkauft, darunter die Enoshima Dentetsu und die Straßenbahn Peking.